# Șah Sultan (dcera Selima I.)
Şah Sultan (1509–1572) byla osmanská princezna. Jejím otcem byl sultán Selim I. a její matkou Selimova první manželka Ayşe Hatun.  Je sestrou sultána Süleymana I.

## Biografie
Žila v provincii Manisa a provdala se v roce 1523 za Lütfiho Paşu, který se v roce 1539 stal velkovezírem. Společně měli dvě dcery; Esmahan Baharnaz Sultan (žena prince Mehmeda a matka Hümaşah Sultan) a Neslişah Sultan. V roce 1541 se s Lütfim rozvedla, což ho zbavilo i pozice velkovezíra. Rozvod byl na její žádost za údajné cizoložství. Také nařídil, aby ženě, která provozovala prostituci, vypálili genitálie a díval se na celý proces; žena však provozovala prostituci, aby uživila svou rodinu. Tato událost také velmi rozhádala Lütfiho a Şah. Lütfi byl z rozvodu pobouřen a zbil ji. Po tomto incidentu nechala Lütfiho zbít svými služebníky a postěžovala si svému bratrovi Sulejmanovi. Sulejman schválil rozvod a zbavil Lütfiho funkce velkovezíra.
Měla vlastní mešitu, kterou nechala postavit v roce 1556.
Şah Sultan zemřela v roce 1572.

## Zajímavost
V tureckém televizním seriálu Muhteşem Yüzyil (Velkolepé Století), byla postava Şah Sultan ztvárněna herečkou Deniz Çakır.